# Im Büschgen
Im Büschgen oder auch Im Leimenhäuschen war eine Hofschaft in der ehemaligen Stadt Ronsdorf, heute Stadtteil der bergischen Großstadt Wuppertal.

## Lage und Beschreibung
Die Ortslage befand sich im Norden des heutigen Wohnquartiers Schenkstraße auf einer Höhe von 278 m ü. NHN im Quellbereich des Bachs Kottsiepen, ein Zufluss des Leyerbachs. Als eigenständige Ortslage ist Im Büschgen seit Mitte des 19. Jahrhunderts nicht mehr wahrnehmbar, heute führt die Kreisstraße 4 (Lüttringhauser Straße) in einer Senke durch den Standort des ehemaligen Hofes.

## Etymologie und Geschichte
Der Name Im Büschgen ist ein ortsbeschreibender Name, der auf ein nahes Waldstück (Busch) hinweist. Weitere Schreibweisen in Urkunden sind Em Böschken (1710) und Im Beschgen.
In der frühen Neuzeit gehörte Im Büschgen zu der Honschaft Erbschlö im bergischen Amt Beyenburg, 1710 ist in Im Büschgen ein Wohnhaus belegt. Eine Urkunde berichtet von einem Ackerland dort, der als Kirchenacker für Pilger genutzt wurde.
Auf der Topographia Ducatus Montani des Erich Philipp Ploennies aus dem Jahre 1715  und der Charte des Herzogthums Berg des Carl Friedrich von Wiebeking von 1798 ist der Hof als Im Leimenhüsg bzw. Leimenhüsken (Leimenhäuschen) verzeichnet. Im Büschgen erscheint unter diesem Namen auf dem Plan der Stadt Ronsdorf des Geometers J. W. Buschmann aus dem Jahr 1790. Auf der Topographischen Aufnahme der Rheinlande von 1824 ist der Ort dagegen als Büschgen beschriftet.
1832 gehörte Im Büschgen zur Boxberger Rotte des ländlichen Außenbezirks der Stadt Ronsdorf. Der laut der Statistik und Topographie des Regierungsbezirks Düsseldorf als Kothen kategorisierte Ort wurde Böschgen genannt und besaß zu dieser Zeit ein Wohnhaus. Zu dieser Zeit lebten 13 Einwohner im Ort, einer katholischen und 12 evangelischen Glaubens. Im Gemeindelexikon für die Provinz Rheinland von 1888 werden ein Wohnhaus mit 17 Einwohnern angegeben.
Durch Im Büschgen führte die Verbindungsstraße von Ronsdorf über Kratzkopf, Im Büschgen, Blaffertsberg und Klausen nach Lüttringhausen, die heutige Lüttringhauser Straße. Sie wurde in den 1740er Jahren als Teil der Straßenverbindung Werden – Elberfeld – Ronsdorf – Lüttringhausen – Lennep ausgebaut.